# Adolfo Mussafia
Adolfo Mussafia (njemački: Adolf Mussafia, hrvatski i: Adolf Musafija, rođen kao Abraham Mussafia, Split, 15. veljače 1835. – Firenca, 7. lipnja 1905.) austrijski je filolog, dalmatinski Židov, utemeljitelj romanistike na Sveučilištu u Beču, austrijski i talijanski akademik.

## Životopis

### Počeci
Rođen je u Splitu, gdje su mu i djed i otac bili rabini, u sefardskoj židovskoj obitelji porijeklom iz Bosne. Prešao je na katoličko kršćanstvo 1855., odbacivši ime Abraham i prihvativši na krštenju imena Arturo Adolfo.

### Obrazovanje
Maturirao je u Klasičnoj gimnaziji u Splitu, u doba kada je sva javna nastava u Kraljevini Dalmaciji bila na talijanskome. Na Sveučilištu u Beču započeo je 1852. studij medicine, jer je tako htio njegov otac rabin Jacob Amadeo Mussafia, ali ga je napustio po očevoj smrti 1854., s čime se suglasila i njegova majka Rahela r. Levi (iz Sarajeva).  Još od 1852. je usporedno privatno učio filologiju, uglavnom po radovima Friedricha Dieza.  Ostavši bez potpore kako oca, tako i Židovske općine u Splitu, prihvatio je slabo plaćenu dužnost lektora za talijanski jezik na Sveučilištu u Beču.  Istodobno je počeo objavljivati znanstvene radove, u čemu je bio veoma plodan do kraja života: objavio ih je ukupno 366.

### Sveučilišna karijera
Tim naporom očito je postigao izvanredan rezultat, jer je već 1860. imenovan izvanrednim profesorom romanske filologije na Sveučilištu u Beču, a 1867. redovitim. Već 1869. imenovan je začasnim profesorom, navodno da bi se pokrila njegova medicinska nepodobnost za daljnju nastavu zbog nervne bolesti koja mu je prouzročila česte i dugotrajne boli, povremeno ga posve onemogućujući da hoda.   Njegov pedagoški rad time nije bio zaustavljen, jer je predavao ukupno 100 semestara. Dapače, kasnijih godina su, među inima, pod njegovim vodstvom doktorirali Antonio Ive iz Rovinja,  istraživač istarske usmene tradicije te ladinskog supstrata i rovinjskome i uopće u istarskim govorima, te Giulio Matteo Bartoli iz Labina, istraživač krčkoromanskoga (veljotskoga) govora dalmatskog jezika, pa je Mussafia kao mentor dao snažan poticaj i usmjerenje istraživanjima i toga romanskog korijena hrvatske jezične kulture, krčeći put kasnijim istraživanjima Giovannija Mavera, Petra Skoka, Henrika Barića, Žarka Muljačića, Nikole Vuletića i drugih. Među njegovim studentima bio je i Hugo von Hofmannsthal.
Paralelno s time bio je 1857. – 1877. knjižničar i prepisivač i (amanuensis) u Dvorskoj biblioteci (Hofbibliothek) u Beču, sadašnjoj Austrijskoj nacionalnoj knjižnici (Österreichische Nationalbibliothek) uz iberoromanista akademika Ferdinanda Wolfa.
Njegov udžbenik talijanskoga s gramatikom doživio je od 1860. do 1999. ukupno 58 izdanja.

### Priznanja
Od 1865. bio je član njemačkoga Danteova društva (za njegovanje talijanske kulture) sa sjedištem u Dresdenu. Od 1866. bio je dopisni, a od 1871. pravi član Austrijske akademije znanosti (ÖAW).  Od 1883. bio je član i talijanske firentinske Accademije della Crusca, a od 1897. i rimske znanstvene Accademije dei Lincei, te inih akademija i znanstvenih društava. Imenovan je 1901. za člana Magnatskoga (gornjeg) doma (Herrenhaus) Carevinskog vijeća.

### Vezanost uz Split
Iako je sav svoj zreli život proveo daleko od Dalmacije, ostao je vazda duboko vezan uza Split. Svake je godine slao dobrovoljni prilog za splitske siromahe i za talijansku školu u gradu. U članku o pluralu toponima (Il plurale dei nomi di città, luoghi e villaggi) „Ja, koji osjećajno volim gradić u kojemu sam se rodio, zamišljam onaj drevni Rim, bogat spomenicima vjekovne slave, i veličanstvenost njegovu i njegovih vremena, to reproduciram i opetujem u svojim mislima, stvaram dojam o Rimu barem deset puta, i sam sebi kažem: 'Draži mi je moj Split od deset Rimova'.“

## Važnija djela
- Italienische Sprachlehre in Regeln und Beispielen, Wien 1860, 32. izdanje 1925, nakon toga pod naslovom Der neue Mussafia, Wien 1935, 11. izdanje 1962., nakon toga pod naslovom Der neueste Mussafia, Wien 1981, 15. izdanje 1999.
- Monumenti antichi di dialetti italiani, Vienna: I.T. tipografia di corte e di stato,1864
- Altfranzösische Gedichte aus Venezianischen Handschriften, Wien: C. Gerolds Sohn,1864
- Sul testo della Divina Commedia, Vienna: I.T. tipografia di corte e di stato, 1865
- Beiträge zur Kunde der Nord-Italischen Mundarten im 15. Jahrhundert, Wien: Akademie der Wissenschaften,1873
- Darstellung der romagnolischen Mundart, Wien: Akademie der Wissenschaften, 1873
- Mitteilungen aus romanischen Handschriften, Wien: Akademie der Wissenschaften, 1884

- Scritti di filologia e linguistica, uredili A. Daniele i L. Renzi, Padova, 1983.